# 罗纳德·维克多·考特尼·鲍德利
罗纳德·维克多·考特尼·鲍德利 MC（1892年3月3日—1970年5月26日）是英國陸軍军官、作家兼新闻工作者。他生于巴黎，双亲都是英格兰人，在法国成长到九岁后进入伊顿公学求学，再到皇家军事学院深造。他加入国王皇家步枪团并投身第一次世界大战，战后又在撒哈拉沙漠度过七年，然后走遍亚洲各地，围绕旅程写出多部著作。他不但是英国杰出的撒哈拉沙漠题材作家，还是西方世界了解南洋群岛的主要信息来源。
鲍德利于1935年移居美国从事編劇工作，二战爆发后再度加入英国陆军，被派至巴黎为战时信息部工作。后来他移民美国，继续写作并担任美国战时情报局顾问。1970年5月26日，他在英格兰萨里郡布拉姆利辞世，享年78岁。

## 早年经历和第一次世界大战
鲍德利于1892年3月3日生于巴黎，父亲是公务员兼作家约翰·爱德华·考特尼·鲍德利（John Edward Courtenay Bodley），母亲叫伊夫琳·弗朗西斯·鲍德利（Evelyn Frances Bodley），娘家姓贝尔（Bell），两人共有三个孩子。罗纳德是长子，弟弟约瑟林（Josselin）和妹妹艾娃（Ava）分别生于1893和1896年。罗纳德的父母于1908年离婚，他的先辈包括鲍德利图书馆创始人、外交官兼学者托马斯·鲍德利（Thomas Bodley）爵士，还是作家兼考古学家、对建立哈希姆王朝贡献很大的格特魯德·貝爾的外甥。罗纳德在法国生活到九岁，童年时经常前往阿爾及爾，到祖父拥有的土耳其式宫殿游玩。
鲍德利在巴黎念中学，回英格兰后先后进入伊顿公学和桑德赫斯特皇家军事学院就读。他对写作兴趣浓厚，在伊顿公学就曾写诗，还为皇家军事学院的学员杂志写稿。1911年9月，在皇家军事学院完成学业的鲍德利获封为国王皇家步枪团（King's Royal Rifle Corps）少尉。他跟随所在团在英属印度服役三年，在此期间开始写作并编排剧本。上级军官一度表示：“节目很有趣，你对本团有功，但话又说回来，你加入军队到底是想当兵还是喜剧演员？”不久第一次世界大战爆发，鲍德利奔赴西方战线战斗四年，期间多次负伤，甚至中过毒气。他在26岁时晋升中校，成为营长，并于1918年8月15日受命成为巴黎助理駐外武官，得以出席1919年巴黎和会。但是，和会上的所见所闻让他非常失望，觉得数百万将士投身的这场战争根本没有任何意义。鲍德利在后来的著作中写道：“自私的政治家为第二次世界大战奠定基础——每个国家都在竭力抢夺，造成民族对抗，各种阴谋死灰复燃”。鲍德利对军队深感失望，在英国首相大衛·勞合·喬治建议下一度考虑从政。
经格特魯德·貝爾介绍，鲍德利在巴黎和会期间结识托马斯·爱德华·劳伦斯，并将投身政治的打算告诉对方。劳伦斯表示愤慨，称这是白痴加叛徒的表现。鲍德利表示现在战已经打完，不知道今后要做什么，劳伦斯于是提议“去和阿拉伯人生活”。据鲍德利回忆，他和劳伦斯的这段谈话“还不到两百秒”，但事实证明改变他的一生。及时处理个人事务后，没有任何未来收入保障的鲍德利带着仅仅三百英镑出发:149，开始在撒哈拉沙漠生活。朋友们对此疑惑不解，但还是为他举办欢送会，所有人都认为他会在六周内回国，但鲍德利实际上一呆就是七年。

## 撒哈拉沙漠和亚洲
鲍德利在撒哈拉沙漠与遊牧民族貝都因人部落一起生活七年，他购买绵羊和山羊赚取收入，聘请十个牧羊人看顾羊群。他身穿阿拉伯服饰，讲阿拉伯语，遵从穆斯林信仰并戒酒，离开沙漠后也不喝酒。酋长告诉鲍德利，老这样装成是阿拉伯人并没什么意义，于是他离开貝都因人部落。1927年，他在出版商迈克尔·约瑟夫（Michael Joseph）的鼓励下写出《阿尔及利亚内部观》（Algeria from Within），内容源自他在法属阿尔及利亚的生活经历。图书的热销程度超出作者期望，促使他继续创作。鲍德利于同年出版第一部小说《亚斯米娜：阿尔及利亚的故事》（Yasmina: A Story of Algeria），同样颇为热销并得以再版。1928年，他出版第二本小说《欧泊之火》（Opal Fire），虽然销售冷淡，但鲍德利没有灰心并继续写作。据鲍德利回忆，在撒哈拉生活的年月是他一生中“最平和、最满足的时光”。有评论认为他是英国杰出的撒哈拉沙漠题材作家。
离开沙漠后，鲍德利在爪哇岛的茶园工作三个月，然后前往中国和日本。《阿尔及利亚内部观》的成功确保他很快得以在亚洲从事新闻工作，成为伦敦《球体报》（The Sphere）和澳大利亚《广告人报》驻外记者。日本政府在20世纪30年代仅允许少数西方人士登上南洋群岛，鲍德利便是其一:245，他也因此成为西方世界了解群岛的主要信息来源:246。南洋群岛包含太平洋原本属德國殖民地的多个岛屿，一战期间被日本占领，将之作为國際聯盟託管地管辖。与其他获许进入群岛的西方人士一样，鲍德利称没有证据表明日本正将当地军事化。然而他在群岛的活动都是由日本外務省“精心编排”。他把这段时间的经历和发现写入1934年著作《太平洋戏剧》（The Drama in the Pacific），自称“走访几乎所有岛屿……我相信（日本政府）没有采取任何手段把任何地点建设成海军基地”:246。马克·皮蒂（Mark Peattie）在1998年著作《南洋：1885至1945年日本在密克罗尼西亚的崛起和衰落》（Nan'yo: the Rise and Fall of the Japanese in Micronesia, 1885–1945）中指出，要指责鲍德利及其他作家天真总是很容易，但当地的军事化过程非常复杂，而且分成许多阶段。1933年4月，鲍德利乘坐的“静冈丸号”在雅浦島北面触礁，船只虽毁，所幸无人伤亡。:333–334他应邀到慶應義塾大學教授英语九个月，并将这段经历写进1933年的著作《日式蛋饼》（A Japanese Omelette）。阿瑟·柯南·道尔的著作《红灯四周》（Round the Red Lamp）于1934年编入日本教科书，鲍德利与该校教授堀英四郎一起撰写大量注解。1935年，鲍德利所著东乡平八郎传记出版。

## 晚年
1935年，鲍德利乘坐“秩父丸号”离开日本，抵达美国成为編劇。1936年，查理·卓别林聘请鲍德利将大卫·莱斯利·默里（David Leslie Murray）的小说《摄政》（Regency）改编成电影剧本。卓别林此前都是自行创作剧本，还是首次聘请他人编剧。鲍德利在1937年1月写出初稿，三月完成改编，但卓别林在五月下旬决定放弃，觉得另一个项目更有前景。鲍德利还曾参与1938年电影《牛津风云》的剧本创作。美国的朋友称鲍德利“罗尼”（Ronnie），经常在向媒体介绍时称他“阿拉伯的鲍德利”（Bodley of Arabia）。
第二次世界大战爆发后，鲍德利立刻重返国王皇家步枪团并获少校军衔。由于年纪已不适合再当步兵，他被派往巴黎为战时信息部（Ministry of Information）工作，1940年5月德军入侵时还在城内。据鲍德利的著作《无声撒哈拉》（The Soundless Sahara）封底所述，巴黎陷落后他继续在敌后工作，直到被盖世太保盯上后徒步翻越比利牛斯山逃离。但是，庆应义塾大学的威廉·斯内尔（William Snell）曾于2013年在期刊发表鲍德利传记文章，其中没有传主敌后工作及逃跑的记载，称德军入侵后鲍德利就在巴约讷与母亲和继父生活。文中还称，鲍德利的母亲和继父不愿离开法国，于是他在英国驻马德里大使馆的朋友协助下与另外三名英国人乘车逃到西班牙。斯内尔在文章的最后表示，鲍德利的一生多姿多彩，但他偶尔还是会夸大其辞。
借道葡萄牙返回美国后，鲍德利专注写作和演讲。为提高创作效率，他曾连续约十个星期保持与世隔绝。他在缅因州约克县约克港（写出多部著作，还曾多次在美国各地旅行期间演讲。几乎每个州的居民都听过这位自称“上校”或“少校”的英国作家演说。1943年3月3日，已达法定退役年龄的鲍德利正式离开英国部队。1944年时，他已经成为美国公民，还是美国战时情报局的阿拉伯事务顾问。
1944年，鲍德利出版《撒哈拉之风》（Wind in the Sahara）。该书大获成功，到1949年已六次再版并翻译成八种语言。1945年，他以从德军后方逃跑的经历为灵感写出讽刺小说《快乐逃兵》（The Gay Deserters），但反响不佳，《星期六评论》（Saturday Review）的罗伯特·皮克（Robert Pick）发文批评小说“一点儿都不好笑”。鲍德利后来表示，他的写作天赋主要集中在纪实文学领域，他曾写过许多小说和剧本，其中四部出版，两部制成剧作，但都没有引起任何兴趣:66。他的散文《我生活在阿拉的花园》（I Lived in the Garden of Allah）获戴尔·卡耐基1948年自助书《人性的优点》（How to Stop Worrying and Start Living）收录。1953年，他创作的查尔斯·德福柯（Charles de Foucauld）传记《圣人战士》（The Warrior Saint）问世，约翰·科格利（John Cogley）在《纽约时报》发文，称赞作者以“干净、诗意而且毫不掩饰的钦佩笔触”刻画德福柯的一生。1955年，他完成半自传自助书《寻觅宁静》（In Search of Serenity）。作品颇受《索引期刊》（The Index-Journal）的艾尔西·罗宾逊（Elsie Robinson）和《蒂普顿论坛报》（Tipton Tribune）的菲利斯·巴特尔（Phyllis Battle）青睐，罗宾逊宣称该书为“精神不振者必读”。鲍德利的下一部著作直到1968年才面世，书名《无声撒哈拉》，也是他最后的作品。据该书封面所述，移民美国后他基本是在马萨诸塞州、英格兰或法国生活。此外，1969年托马斯·纳尔逊出版社发行，菲利普·奈特利（Phillip Knightley）与科林·辛普森（Colin Simpson）合著的《阿拉伯的劳伦斯的秘密生活》就包含鲍德利提供的信息。1970年5月2日，罗纳德·维克多·考特尼·鲍德利在英格兰萨里郡布拉姆利（Bramley）的疗养院辞世，享年78岁。

## 个人生活
1917年4月30日，鲍德利与露丝·玛丽·伊丽莎白·斯塔普尔顿-布雷瑟顿（Ruth Mary Elizabeth Stapleton-Bretherton）结为连理，此时他正休长假。两人的独子马克·考特尼·鲍德利（Mark Courtenay Bodley）于次年5月22日出生。露丝后来以丈夫通奸且酗酒为由要求离婚，鲍德利对此没有抗辩，两人于1926年6月8日分道扬镖。据他在1931年回忆录《年轻人的轻率》（Indiscretions of a Young Man）记载，此次婚姻是“不幸的举动”，“证明年轻人无视父母忠告是多么愚昧”。鲍德利在北非期间结识澳大利亚女子比阿特丽斯·克莱尔·兰姆（Beatrice Claire Lamb），两人于1927年结婚，但她也在1939年诉请离婚。鲍德利的儿子是皇家装甲兵部队中尉，于1942年在利比亚的行动中阵亡，《撒哈拉之风》就是父亲纪念亡儿的作品。1949年11月，鲍德利与同样离过婚的美国女子哈丽特·莫斯利（Harriet Moseley）结婚，从1968年出版的《无声撒哈拉》来看，两人此时仍是夫妻。威廉·斯内尔表示，鲍德利的晚年缺乏记载，但他的第三次婚姻相信最晚也是在1969年告终。

## 荣誉
鲍德利在1916年英女皇寿辰授勋期间获軍功十字勳章。1919年，法国总统向他颁发法國榮譽軍團勳章，1920年再颁黑星勋章（Order of the Black Star）。1920年，罗马尼亚国王斐迪南一世授予他罗马尼亚皇家骑士勋章。1921年，中華民國北洋政府授予鲍德利四等文虎勳章。

## 著作
鲍德利共出版十八部著作：
- 《阿尔及利亚内部观》（1927年）
- 《亚斯米娜：阿尔及利亚的故事》（1927年）
- 《欧泊之火》（1928年）
- 《年轻人的轻率》（1931年）
- 《紫丁香巨魔》（The Lilac Troll，1932年）
- 《日式蛋饼》（1933年）
- 《轻率的东方之旅（瓜哇岛、中国和日本）》（Indiscreet travels East (Java, China and Japan)，1934年）
- 《太平洋戏剧》（1934年）
- 《多哥上将》（Admiral Togo，1935年）
- 《格特鲁德·贝尔》（Gertrude Bell，1940年），与洛娜·赫斯特（Lorna Hearst）合著
- 《逃向葡萄牙》（Flight into Portugal，1941年）
- 《撒哈拉之风》（1944年）
- 《快乐逃兵》（1945年）
- 《信使》（The Messenger，1946年）
- 《追寻》（The Quest，1947年）
- 《圣人战士》（1953年）
- 《寻觅宁静》（1955年）
- 《无声撒哈拉》（1968年）